# Biskupice (powiat miechowski)
Biskupice – wieś w Polsce położona w województwie małopolskim, w powiecie miechowskim, w gminie Miechów.
Wieś leży w dolinie rzeki Szreniawy. Na jej terenie do Szreniawy wpada lewy dopływ – Cicha (przez wielu błędnie utożsamiana ze swoim lewym dopływem Miechówką). Przez Biskupice płynie również rzeka Gołczanka, prawy dopływ rzeki Szreniawa.
W latach 1975–1998 miejscowość należała administracyjnie do województwa kieleckiego, sąsiadując z województwem krakowskim.

## Części wsi
| SIMC    | Nazwa      | Rodzaj    |
| ------- | ---------- | --------- |
| 0251038 | Ligota     | część wsi |
| 0251044 | Piekło     | część wsi |
| 0251050 | Prochownia | część wsi |

## Historia
Biskupice zwane także niegdyś Biskupice Pruskie (od nazwy dóbr Prusy, w wieku XIX własność Teofila Szyca) wież położona nad Szreniawą około 3 km  na zachód od Miechowa. Wieś wspomniana jest u Długosza w wieku XV, jako własność biskupów krakowskich.